# Парламентські вибори у Вануату 1991
Парламентські вибори у Вануату відбулись 2 грудня 1991 року. Прем'єр-міністром в результаті створення парламентської коаліції став представник Союзу поміркованих партій Максим Карлот Корман.
Результати виборів до парламенту Вануату 2 грудня 1991
| Партії та блоки                  | Голоси | %   | Місця |
| -------------------------------- | ------ | --- | ----- |
| Партія Вануаку                   |        | .   | 10    |
| Союз поміркованих партій         |        | .   | 19    |
| Національна об'єднана партія     |        | .   | 10    |
| Меланезійська прогресивна партія |        | .   | 4     |
| Рух Na-Griamel                   |        | .   | 1     |
| Меланезійський фронт             |        | .   | 1     |
| Союз Тан                         |        | .   | 1     |
| Разом                            |        | 100 | 46    |
| Джерело: IPU                     |        |     |       |